# خماسي النسر

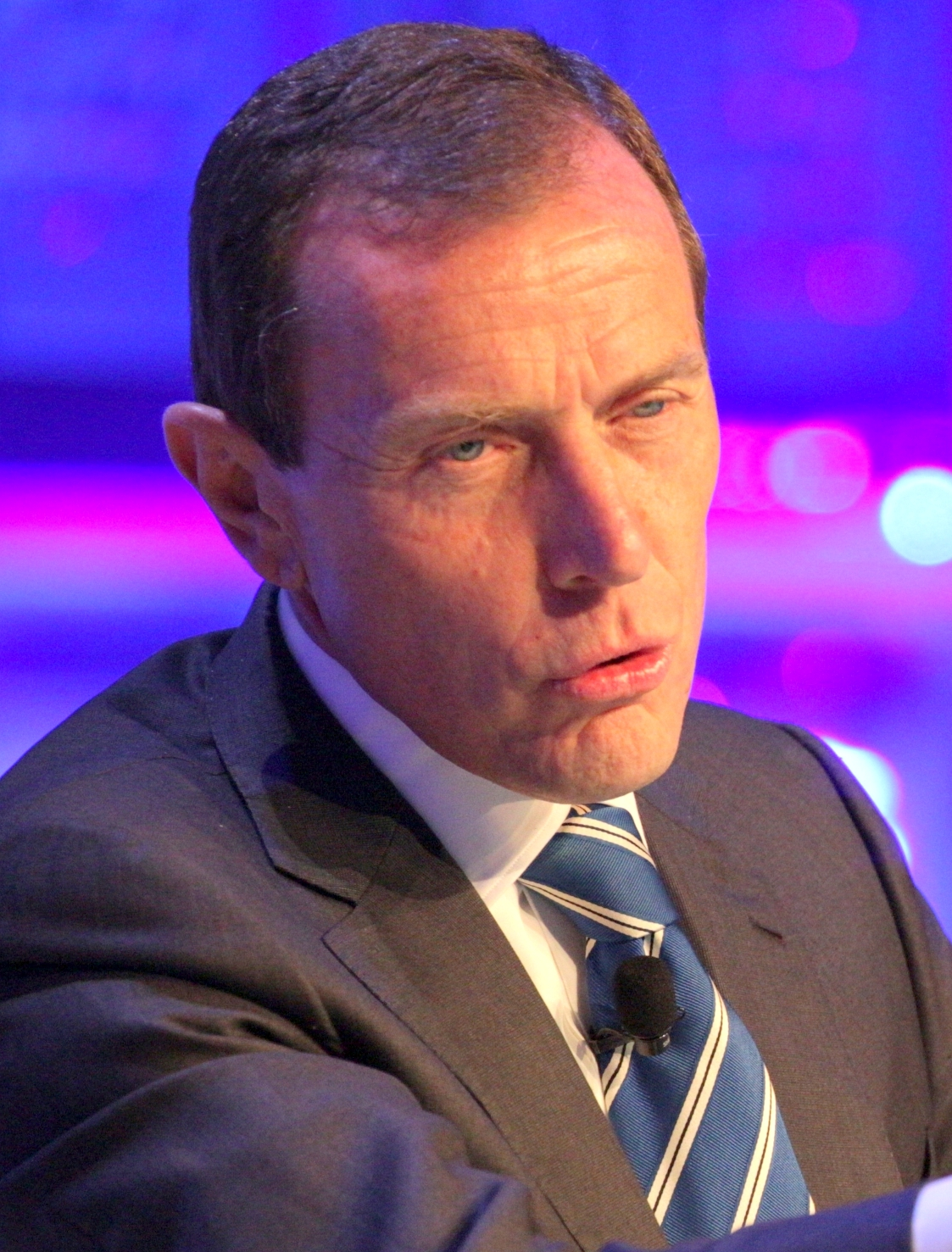
إميليو بوتراجينو، النسر

خماسي النسر (بالإسبانية: La Quinta del Buitre) ويُطلق عليهم كذلك سرب النسر، هو اللقب الذي قدمه الصحفي الرياضي الإسباني خوليو سيزار إغليسياس للاعبي ريال مدريد الخمسة الذين كانوا في قلب الفريق الذي سيطر على كرة القدم الإسبانية في الثمانينات. تم اشتقاق الاسم من لقب اللاعب إيميليو بوتراجينو الذي كان يُلقب بالنسر، وهو اللاعب الأكثر جذباً للأنظار والأبرز في المجموعة. اللاعبون الأربعة الآخرون هم مانويل سانشيز ومارتين فاسكيز وميتشيل وميغيل بارديزا. وهٌم جميعاً خريجي أكاديمية الشباب لريال مدريد، لا فابريكا. 

## الأصل
الاسم نشأ من مقال في صحيفة الباييس كتبه الصحفي خوليو سيزار إغليسياس في يوم 4 نوفمبر 1983 بعنوان «أمانسيو وسرب النسر» (بالإسبانية: Amancio y la quinta del Buitre). يتحدّث فيه عن خمسة لاعبين شُبان يتواجدون في ريال مدريد كاستيا، حيث تنبأ لهم بمُستقبل مُبهر، وأمانسيو أمارو كان مدرب ريال مدريد كاستيا وكذلك درب الفريق الأول في ذلك الوقت، وهو أنجح اللاعبين في تاريخ ريال مدريد. جلبت هذه المجموعة من اللاعبين الشباب قدرة جديدة على قيادة الفريق وكانوا ممثلين للنقلة النوعيّة الجديدة التي كان المجتمع الإسباني بأسره يشهدها في أواخر السبعينيات وأوائل الثمانينيات. 
في وقت نشر المقال، كان جميع اللاعبين الخمسة جزءً من فريق ريال مدريد كاستيا، وكان للمقال تأثير كبير من أجل جذب الانتباه نحو هؤلاء اللاعبين الشباب. في نهاية هذا ذلك الموسم، أنهى الفريق الثاني لريال مدريد موسمه بطلا لدوري الدرجة الثانية الإسباني 1983–84. تم تصعيد المجموعة بعد نشر المقال، حيث كان سانشيز ومارتن فاسكويز هما أول من لعب لفريق ريال مدريد الأول، حيث لعبوا لأول مرة في مباراة خارج الديار أمام ريال مورسيا في 4 ديسمبر 1983. أشرك المدرب ألفريدو دي ستيفانو اللاعبان منذ البداية. لعب كلاهما بشكل مدهش واستطاع سانشيز تسجيل هدف الفوز وهدف المباراة الوحيد في الدقيقة 82. بعد بضعة أشهر وتحديداً في 5 فبراير 1984، ظهر بوتراغينيو لأول مرة في مباراة خارج ملعبه أمام قادش، تسبب ظهوره الأول ضجة كبيرة في الإعلام الإسباني واستطاع تسجيل هدفين في هذه المباراة وتحقيق الفوز بنتيجة 3-2. بعد ذلك تم تصعيد بارديزا إلى الفريق الأول في نفس الموسم وتبعه ميشيل في بداية الموسم التالي. 

## الإنجازات
مع صعود أعضاء خماسي النسر (أربعة أعضاء انطلاقاً من عام 1986 عندما غادر بارديزا النادي إلى سرقسطة)، كان ريال مدريد واحداً من أفضل الفرق في إسبانيا وأوروبا خلال النصف الثاني من الثمانينات، فاز بلقبين كأس الاتحاد الأوروبي وخمس بطولات مُتتالية للدوري الإسباني. كان سجلهم مثالياً ما عدا فشلهم في الفوز بكأس أوروبا (دوري أبطال أوروبا حالياً). 
كان اللاعبون الخمسة جميعهم جزءًا من المنتخب الإسباني خلال كأس العالم 1990. في الدقائق الأخيرة من المباراة ضد بلجيكا، تم جمع شمل «خُماسي النسر» على أرض الملعب بعد دخول بارديزا بدلاً من خوليو ساليناس . وكانت المرة الوحيدة التي اجتمع فيها الخُماسي خلال نهائيات كأس العالم. 
خرج مارتين فاسكيز للعب مع تورينو في عام 1990. وعاد إلى ريال مدريد في عام 1992، وترك النادي مرة أخرى إلى الأبد في عام 1995 (إلى ديبورتيفو دي لا كورونيا). غادر بوتراغينيو النادي في عام 1995 وميشيل في عام 1996. ذهب كلاهما للعب لنادي سيلايا في المكسيك. 
كان سانشيز هو العضو الوحيد في المجموعة الذي لم يلعب أبدًا لنادي آخر غير ريال مدريد. تمكن بعد ذهاب الأربعة الآخرين من تحقيق لقبي دوري إسباني عامي 1997 و2001، وتمكن أيضًا من تحقيق ما فشلت في تحقيقه مجموعة سرب النسر في أيام مجدها وهي بطولة دوري أبطال أوروبا حيث فاز بلقبين في عامي 1998 و2000. اعتزل اللعب في عام 2001 كآخر عضو نشط في سرب النسر. 
على مر السنين، اكتسبت المجموعة معنى عامًا مرتبطًا أيضًا بأسلوب لعب لعبها ريال مدريد في أواخر الثمانينيات وأوائل التسعينيات، تحت إشراف المدربين لويس مولوني وليو بينهاكر وجون توشاك. خلال تلك السنوات، أصبح نادي مدريد مرادفًا لطريقة اللعب عالية الإيقاع والمهارة للغاية والخشونة الجسدية. 

## مقارنات مع الغالاكتيكوس
تمت مقارنة مجموعة سرب النسر مع الغالاكتيكوس الذي شهدته جماهير النادي من أوائل إلى منتصف العقد الأول من الألفية. حيث في هذا الأخير تبنى ريال مدريد نهجا هجومياً أكثر تحت قيادة المدرب فيسنتي ديل بوسكي. على عكس سنوات مجموعة النسر التي فضلت أن تكون مواهبها محلية، كان جانب ديل بوسكي يعتمد بشكل أساسي على العناصر العالمية الباهظة الثمن مثل لويس فيجو وزين الدين زيدان ورونالدو. في غضون ذلك، تغيرت أيضًا صورة الأنصار الذين يحضرون المباريات في سانتياغو بيرنابيو، مما يعني أن عملية التشجيع لم تكن بالصورة العاطفية كما كانت عليها أيام مجموعة سرب النسر في الثمانينات. كُتبت لافتة اعتبرها البعض سيئة السمعة نشرت في المدرجات خلال تلك الفترة «دولارات أقل، رجولة أكثر» (بالإسبانية: Less dollars, more cojones)، بالإشارة إلى نوع من الحنين إلى الروح القتالية والملحمية التي أظهرتها مجموعة النسر. ومع ذلك، كان معظم الأنصار سعداء بمشاهدة فريق الجلاكتيكوس، على سبيل المثال كما حصل أمام مانشستر يونايتد في أبريل 2003. 
كان الجلاكتيكوس أقل هيمنة محليا من سابقاتها، وفازوا فقط بلقبين دوري إسباني، في 2001 و2003 . ومع ذلك، على عكس مجموعة النسر، تمكنوا من مد هيمنتهم على أوروبا، وفازوا بثلاثة ألقاب في دوري أبطال أوروبا بين عامي 1997 و2002. تجدر الإشارة إلى أن اثنين من هذه الألقاب القارية قد تم الفوز بها قبل وصول لويس فيغو، وبالتالي ليس جزءًا من فترة الجلاكتيكوس بحد ذاتها. 
في إسبانيا حيث تغلب العاطفة الكروية، كانت مجموعة النسر المحرك وراء التحول في كرة القدم الاسبانية في أسلوب الهجوم والتي وضعت بصمتها أكثر في الناحية الفنية من اللعب، وجنبا إلى جنب مع كرويف وفريق الأحلام في برشلونة، كانوا مهيمنين على كرة القدم الاسبانية في ذلك الوقت.